# ESBL
ESBL (står för extended-spectrum beta-lactamase, det vill säga betalaktamas med utvidgat spektrum) är en beteckning på en grupp av enzymer som finns hos vissa multiresistenta bakterier.
Betalaktamas är en typ av enzym som spjälkar betalaktam och därför ger upphov till resistens mot vanliga antibiotika av betalaktam-typ: penicilliner och många cefalosporiner. Det finns flera varianter av enzymet med lite olika egenskaper. Enligt Smittskyddslagen klassas ESBL som anmälningspliktigt fynd.
En undergrupp av särskild betydelse utgörs av enzymer som spjälkar karbapenemer. Dessa enzymer benämns ESBL-CARBA  och är smittspårningspliktiga enligt Smittskyddslagen.
DNA:t som kodar för ESBL sitter på en plasmid vilket gör att resistensgenerna kan föras över mellan olika bakterier – i det här fallet gramnegativa bakterier och främst tarmbakterier. Några bakterier som i Sverige har påträffats med ESBL-produktion är Escherichia coli och Klebsiella pneumoniae, det vill säga tarmbakterier som normalt koloniserar tarmen. ESBL-producerande bakterier orsakar till exempel urinvägsinfektion.
Djur kan också vara bärare av ESBL-producerande bakterier, de kan precis som människor bära på bakterierna utan att visa symptom men de kan också bli sjuka. I Sverige är andelen djur som bär på ESBL-producerande bakterier låg.